# Pháo đài Kostrzyn

Sơ đồ thị trấn và pháo đài Kostrzyn năm 1921

Pháo đài Kostrzyn (tiếng Ba Lan: Twierdza Kostrzyn) là một công trình phức hợp trong số các công trình được xây dựng và sử dụng trong khoảng từ thế kỷ 15 đến thế kỷ 20 tại thành phố Kostrzyn nad Odrą và các vùng lân cận, quận Gorzów, phía bắc của tỉnh Lubuskie, Ba Lan.

## Lịch sử
Các công trình đầu tiên ở Kostrzyn là một lâu đài được xây dựng vào thế kỷ 15. Sau đó các công trình khác, trong đó có pháo đài Kostrzyn, ban đầu được xây dựng bằng đất nhưng sau đó do mưa bão và ngập lụt đã làm cho công trình xuống cấp nặng. Do đó, một quyết định đã được đưa ra để tăng cường tính chắc chăn cho pháo đài, pháo đài được xây lại bằng các bức tường gạch, kỹ sư Franz Chiaramelli từ Gandino, Ý được mời đến để xây công trình này.
Việc xây dựng pháo đài có nghĩa quan trọng đối với khu vực, được xem như là một cuộc cách mạng thực sự trong cuộc sống của cư dân ở thành phố Kostrzyn vào thời điểm đó. Song song với việc xây dựng pháo đài Kostrzyn thì còn có 4 pháo đài khác cũng được xây dựng xung quanh thành phố, đó là:
- Pháo đài Czarnów
- Pháo đài Gorgast
- Pháo đài Sarbinowo
- Pháo đài Żabice

Năm 1945, thành phố Kostrzyn nad Odrą đã bị tàn phá nặng nề, gần như 95% các tòa nhà và các pháo đài bị hư hỏng nghiêm trọng. Sau khi kết thúc chiến tranh thì chúng được khôi phục dần dần. Các công trình được bảo quản ở mức độ khác nhau cho đến ngày nay. Hiện tại, pháo đài Kostrzyn là nơi phân chia biên giới Ba Lan và Đức.